# Jeroným Jan Nepomucký Solař
Jeroným Jan Nepomucký Solař (ur. 3 maja 1827 w Jindřichovym Hradcu, zm. 30 stycznia 1877 w Želivie) – czeski ksiądz katolicki, pisarz religijny, pedagog, poeta, historyk i topograf.

## Życiorys
Urodził się 3 maja 1827 w Jindřichovym Hradcu. Po ukończeniu nauki w szkole głównej oraz miejscowym gimnazjum studiował filozofię w Czeskich Budziejowicach oraz teologię w Hradcu Králové, gdzie 25 lipca 1852 został wyświęcony na kapłana.
Pięć lat uczył w gimnazjum zakonnym w Havlíčkovym Brodzie. Następnie mieszkał w premonstratskim klasztorze Želiv, dokąd zapraszał różnych budzicieli narodowych, np. J. K. Tyla.
W roku 1861 został członkiem korespondentem Kolegium Archeologicznego Czeskiego Muzeum w Pradze. Trzy lata później został członkiem Kolegium Kształcenia Mowy i Literatury tamże. W 1868 r. został w dodatku członkiem Towarzystwa Historycznego w Pradze.
Umarł 30 stycznia 1877 w Želivie po długiej i bolesnej chorobie.

## Twórczość
- Lipnice, hrad a město v Čáslavsku (artykuł w czasopiśmie „Památky archaeologické“ 1852, książka 1862)
- Paměti města Humpolce (1863)[6]
- Dějepis Hradce Králové nad Labem a biskupství hradeckého (1868)[7]

Obok swoich prac historycznych współpracował także z redakcjami różnych czasopism, dla których pisał wiersze, artykuły z tematyką religijno - kościelną i tłumaczył hymny oraz pieśni kościelne (czasopismo Cyrill a Methoděj, które wychodziło w Bańskiej Bystrzycy; Hlas katolické jednoty w Brnie; Školník w Hradcu Králové, Blahověst w Pradze). Jego prace topograficzne pokazywały się w książkach „Památky archaeologické“ (Klášter Františkánský v Jindřichově Hradci) i „Naučný slovník“, oraz w magazynach „Lumír“ i „Živa“.